# Wilhelm Souchon
Wilhelm Anton Souchon (Lipcse, 1864. június 2. - Bréma, 1946. január 13.) német tengerész, admirális, cirkálóparancsnok. Legismertebb haditette, hogy az első világháborúban az SMS Goeben és az SMS Breslau cirkálókat a szövetségesek háta mögött Konstantinápolyba szöktette.

## Élete

### Fiatalkora
Souchon 1864. június 2-án született a németországi Lipcsében. Fiatalon belépett a Német Császári Haditengerészetbe.

### Katonai szolgálata
A haditengerészet Földközi-tengeri hajórajának a parancsnoka volt, amikor 1914-ben kitört az első világháború. Augusztus 4-én az ő hajói adták le a világháború első lövéseinek egyikét a franciák birtokolta Algéria partjaira.
Mivel félt Olaszországban kikötni és szenet vásárolni, a török főváros, Konstantinápoly felé vette az irányt. Sikerült a brit hadihajókat átvernie és alig négy embert elvesztve a két német hadihajó, az SMS Goeben és az SMS Breslau sértetlenül török területre ért. Októberben a már a Török Haditengerészet „fejének” kinevezett Souchon parancsot kapott a török felső vezetéstől, hogy bombázza a Fekete-tengeri orosz kikötőket (bár ekkor még Törökország nem állt hadban Oroszországgal). Az admirális irányítása alatt a Jawus és a Midilli (ez a Goeben és a Breslau török nevei) valamint öt kisebb török hajó október 28-án megtámadta és bombázás alá vette Odesszát, Szevasztopolt, Feodosziját és Novorosszijszkot. A támadás sikeresnek mondható, hiszen elsüllyesztettek számos orosz teher- és szállítóhajót és egy cári ágyúnaszádot is. Válaszul több Antant állam megszakította a kapcsolatot Törökországgal és nemsokára, november 3-án Oroszország is hadat üzent az Oszmán Birodalomnak.
Souchon nem volt elégedett a tapasztalatlan és fegyelmezetlen török flottával, és nem lelte sok kedvét ebben a parancsnoki szerepkörben. Az a javaslata, hogy tengeralattjáró fedezettel vonuljanak az ellenség ellen -hiszen így sokkal komolyabb sikereket lehetne elérni- süket fülekre talált. 1917-ben visszatért Németországba és ott egy tengerészeti egység parancsnoki posztját kapta meg. Később őt nevezték ki a kieli haditengerészeti támaszpont parancsnokává. Ezt a posztot a háború végéig betöltötte.

### Utolsó évei
1946. január 13-án halt meg Bréma városában.

## Érdekességek
- Sokan összetévesztik unokaöccsével, Hermann Souchonnal, Rosa Luxemburg politikusnő gyilkosával.